# 5325 Silver
Az 5325 Silver (ideiglenes jelöléssel 1988 JQ) a Naprendszer kisbolygóövében található aszteroida. Carolyn Shoemaker fedezte fel 1988. május 12-én.